# Verbascum glabratum
Verbascum glabratum är en flenörtsväxtart. Verbascum glabratum ingår i släktet kungsljus, och familjen flenörtsväxter.

## Underarter
Arten delas in i följande underarter:
- V. g. bosnense
- V. g. brandzae
- V. g. glabratum